# Rye Nørreskov
Rye Nørreskov är en skog i Danmark.   Den ligger väster om Ry i Skanderborgs kommun, Region Mittjylland, i den centrala delen av landet, 180 km väster om Köpenhamn. Rye Nørreskov ligger vid sjön Julsø. I skogen ligger kullarna Himmelbjerget och Storeknøs.